# باشگاه فوتبال ایروان
باشگاه فوتبال ایروان (ارمنی: Ֆուտբոլային Ակումբ Երեւան; Futbolayin Akumb Yerevan) یک باشگاه فوتبال در شهر ایروان و در کشور ارمنستان می‌باشد که در لیگ برتر فوتبال ارمنستان بازی می‌کرد. این باشگاه در سال ۱۹۹۵ میلادی تأسیس شد و در سال ۲۰۰۰ منحل شد.

## آمار لیگ
| ارمنستان (۱۹۹۲ – ۱۹۹۹) |          |     |      |     |       |      |        |          |     |        |      |
| فصل                    | دسته     | سطح | بازی | برد | تساوی | باخت | گل زده | گل خورده | +/- | امتیاز | مکان |
| ۹۶–۱۹۹۵                | لیگ برتر | ۱   | ۲۲   | ۱۳  | ۵     | ۴    | ۴۳     | ۲۴       | +۱۹ | ۴۴     | ۳.   |
| ۹۷–۱۹۹۶                | لیگ برتر | ۱   | ۲۶   | ۱۶  | ۲     | ۴    | ۵۸     | ۲۴       | +۳۴ | ۴۸     | ۳.   |
| ۱۹۹۷                   | لیگ برتر | ۱   | ۱۸   | ۱۳  | ۴     | ۱    | ۴۱     | ۱۰       | +۳۱ | ۴۳     | ۱.   |
| ۱۹۹۸                   | لیگ برتر | ۱   | ۲۶   | ۱۵  | ۳     | ۸    | ۴۷     | ۳۰       | +۱۷ | ۴۸     | ۳.   |
| ۱۹۹۹                   | لیگ برتر | ۱   | ۳۲   | ۱۵  | ۶     | ۱۱   | ۶۰     | ۴۳       | +۱۷ | ۵۱     | ۵.   |